# Língua gan
A língua gan (em gan: 赣语, transc. gon44nyy213), também conhecido como dialeto de Jiangxi (em gan: 江西话, transc: kɔŋ42ɕi42ua11) é uma língua da família sino-tibetana, falada principalmente no centro e norte de Jiangxi, leste de Hunan, sudeste de Hubei, sul de Anhui e noroeste de Fujian.
Mais de 48 milhões de pessoas falam a língua gan na China, representando cerca de 4% da população do país. Devido aos rios Ganjiang e Fushui, ambos conectando o rio Yangtzé com a parte sul da China, A província de Jiangxi tornou-se um importante ponto de fluxo migratório. Na história da China, houve três grandes ondas de migração que atingiram Jiangxi no fim da dinastia Tang. Durante estas ondas, alguns indivíduos pararam de se deslocar para o sul e se estabeleceram na província.
Por mais que a língua utilize caracteres chineses, o gan não tem uma forma padrão de escrita. A maioria dos caracteres podem ser escritos da mesma forma que no mandarim, mas algumas palavras, principalmente as palavras coloquiais nativas, são exclusivas da língua e não podem ser representadas por caracteres convencionais. No cotidiano, a população usa caracteres regionais para representar essas palavras locais.
O gan pode ser dividido em nove sub-grupos de dialetos, sendo o dialeto de Nanchang o de maior prestígio. Mesmo tendo relações com línguas próximas, sua ligação mais forte é com o hakka, visto que ambas têm oclusivas aspiradas surdas em todos os tons para as oclusivas sonoras do chinês médio, e iniciais africadas.

## Etimologia

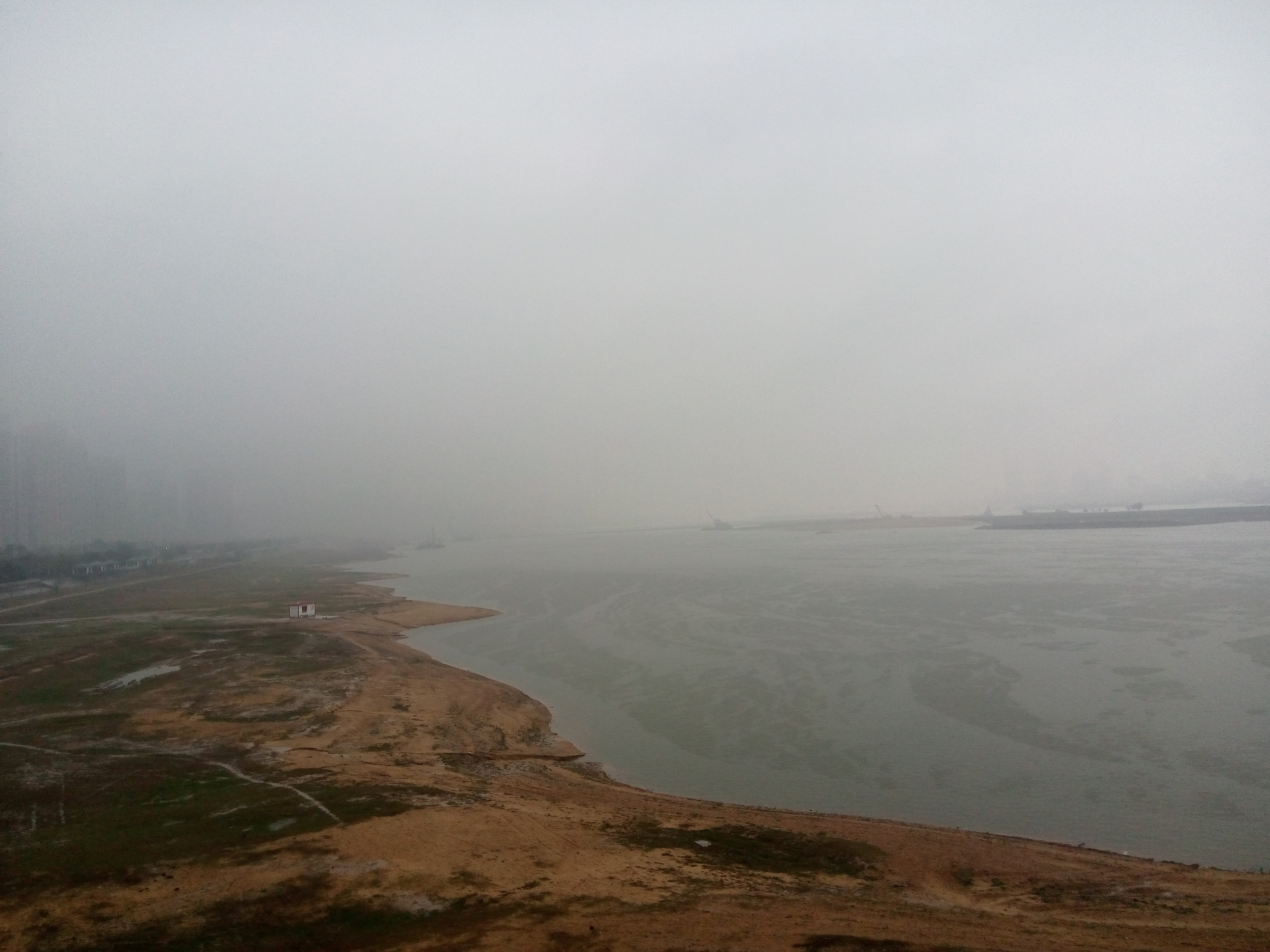
Imagem do rio Ganjiang

O termo gon44nyy213 (赣语) significa, em português, linguagem de gan. É utilizado principalmente pelos falantes nativos, sendo um endônimo. Pelo caractere gàn (赣) possuir muitos traços, a população local frequentemente abrevia para 火干. Gan também é utilizado como abreviação da província de Jiangxi (江西) desde o período Guangxu. Durante essa época os telégrafos foram inventados, e para evitar confusões com as províncias de Jiangsu, Heilongjiang e outros lugares, a abreviatura mudou de "Jiang" para "Gan", visto que o rio Ganjiang (赣江) tem uma grande importância para Jiangxi e seu povo. A origem do nome gan é amplamente discutida, e atualmente existem duas teorias principais: a confluência dos rios Zhang e Gong e o gigante do rio Gan.
A teoria da confluência dos rios Zhang e Gong é amplamente conhecida pela população. Os rios se fundem no rio Ganjiang em Ganzhou, com Zhang à esquerda e Gong à direita, formando o caractere "贑". No entanto, o nome gan é mais antigo do que o caractere "贑". Segundo alguns especialistas, o nome gan apareceu no volume 18 de "Clássico das Montanhas e Mares", texto chinês que reúne geografia, cultura e criaturas místicas. O texto cita um gigante Gan, descrevendo-o como "Ele tem um rosto humano e braços longos, um corpo preto com cabelo, e ele anda para trás. Ele ri quando vê as pessoas rindo, cobrindo o rosto com os lábios, e então ele foge". Embora este seja um registro antigo da origem do nome do rio Ganjiang, ele não é reconhecido pela maioria dos especialistas e estudiosos, pois é mais baseado em mitologia.
Um outro endônimo conhecido é lɔpiɔ (老表), que as pessoas que falam gan usam para se referir a elas mesmas. A língua gan tem um exônimo chamado kɔŋ42ɕi42ua11 (江西话), que significa dialeto de Jiangxi e é frequentemente utilizado por pessoas que não são da região, em referência à província.

## Distribuição
Os 48 milhões de falantes da língua gan estão distribuídos em todo a China, estando principalmente nas partes norte e central de Jiangxi (29 milhões). Devido à migração dessa região para províncias vizinhas, o gan também é falado na parte sul de Anhui (4,5 milhões), leste de Hunan (9 milhões), sudeste de Hubei (5,3 milhões) e noroeste de Fujian (0,27 milhões).

### Dialetos
De acordo com o Atlas of Chinese Languages (2012), os dialetos da língua gan são divididos em nove sub-grupos:
| Sub-grupo          | principais áreas          | principais cidades |
| ------------------ | ------------------------- | --- |
| Changjing (昌都片) | noroeste de Jiangxi       | Nanchang (exceto o condado de Jinxian), Pengze, Lushan, Yongxiu, condados de Xiushui em Jiujiang, De'an, Gongqingcheng, Duchang, Hukou, Gao'an, Fengxin, condados de Jing'an em Yichun, Wuning |
| Changjing (昌都片) | nordeste de Hunan         | condado de Pingjiang em Yueyang |
| Yiliu (宜浏片)     | centro e oeste de Jiangxi | Yifeng, Shanggao, condado de Xingan em Ji'an, Xinyu, condados de Fengcheng em Yichun, Wanzai, Yuanzhou, Zhangshu                                                                               |
| Yiliu (宜浏片)     | leste de Hunan            | Liuyang |
| Jicha (吉茶片)     | centro e sul de Jiangxi   | Ji'an (exceto o condado de Xingan), Pingxiang |
| Jicha (吉茶片)     | leste de Hunan            | condados de Youxian, Chaling e Liling em Zhuzhou |
| Fuguang (抚广片)   | centro e leste de Jiangxi | Fuzhou, condado de Jinxian em Nanchang |
| Fuguang (抚广片)   | sudoeste de Fujian        | condados de Jianning e Taining em Sanming |
| Yingyi (鹰弋片)    | nordeste de Jiangxi       | Yingtan, Jingdezhen (exceto o condado de Fuliang), condados de Yugan, Poyang, Wannian, Hengfeng, Yiyang e Qianshan em Shangrao                                                                 |
| Datong (大通片)    | sudeste de Hubei          | a maioria de Xianning, condados de Daye e Yangxin em Huangshi, condado de Jianli em Jingzhou                                                                                                   |
| Datong (大通片)    | leste de Hunan            | condados de Linxiang, Yunxi, Junshan e Huarong em Yueyang |
| Leizi (耒资片)     | leste de Hunan            | condados de Leiyang e Changning em Hengyang, Anren, Yongxing, condados de Zixing em Chenzhou                                                                                                   |
| Dongsui (洞绥片)   | sudoeste de Hunan         | Dongkou, condados de Suining e Longhui em Shaoyang |
| Huaiyue (怀岳片)   | sudoeste de Anhui         | Huaining, Yuexi, Qianshan, Taihu, Wangjiang, condados de Susong em Anqing, condado de Dongzhi em Chizhou                                                                                       |

### Línguas relacionadas
O gan faz parte de um contínuo dialetal que está localizado na China, sendo classificado como uma língua sinítica. Pela localização geográfica, Jiangxi tem contato com lugares que falam wu, min, hakka e xiang. A classificação das línguas siníticas é baseada principalmente em critérios fonológicos, visto que a fonologia é frequentemente vista como o componente da linguagem mais estável e menos sujeito a influências externas. A divisão das línguas chinesas é baseado em reconstruir as consoantes plosivas, africadas e fricativas do chinês médio.
Por mais que o gan se relacione com todas essas línguas, sua ligação mais forte é com o hakka, visto que ambas têm oclusivas aspiradas surdas em todos os tons para as oclusivas sonoras do chinês médio, e iniciais africadas. Alguns pesquisadores afirmam que ambos tem um dialeto ancestral chinês que é exclusivo deles, mas isso não é consenso na comunidade acadêmica. O continuum dialetal das línguas siníticas pode ser observado abaixo:

|              | Min |
|              | |
| chinês médio | \| \| Hakka \| \| \| \| \| \| Gan \| \| \| \| \| \| Wu \| \| \| \| \| \| Xiang \| \| \| \| \| \| Mandarim \| \| \| \| \| \| Yue \| \| \| \| |
|              | \| \| Hakka \| \| \| \| \| \| Gan \| \| \| \| \| \| Wu \| \| \| \| \| \| Xiang \| \| \| \| \| \| Mandarim \| \| \| \| \| \| Yue \| \| \| \| |
|              | Hakka |
|              | |
|              | Gan |
|              | |
|              | Wu |
|              | |
|              | Xiang |
|              | |
|              | Mandarim |
|              | |
|              | Yue |
|              | |

|  | Hakka    |
|  |          |
|  | Gan      |
|  |          |
|  | Wu       |
|  |          |
|  | Xiang    |
|  |          |
|  | Mandarim |
|  |          |
|  | Yue      |
|  |          |

## História
Com a unificação da China sob a dinastia Qin, e ainda mais sob a dinastia Han seguinte, pode-se apreciar dois grandes desenvolvimentos na história da língua. Por um lado, há uma fossilização gradual da língua literária, que se torna cada vez mais distanciada das variedades faladas. Por outro lado, os eventos que levam à divisão do chinês em ramos separados são postos em movimento. Além disso, este é o período durante o qual os caracteres chineses são padronizados e assumem a forma que a maioria deles mantêm até os dias atuais.

### História da língua
No longo período entre as dinastias Qin e Song, houve pelo menos quatro ondas de migração que influenciaram profundamente o desenvolvimento das línguas siníticas. A primeira foi planejada diretamente pelo primeiro imperador Qin, que despachou cerca de 500.000 soldados para o sudeste da China para apoiar a presença chinesa nas regiões de fronteira; a colonização do sul continuou no período Han Oriental, lançando assim as bases para o estabelecimento dos seis grupos dialetais mais antigos (min, wu, yue, gan, hakka e xiang). As misturas resultantes das pessoas dessas migrações com as pessoas originalmente nas áreas para as quais se mudaram são o que nos dão os dialetos que temos hoje. O gan se formou na área onde os dialetos wu e chu tiveram contato um com o outro, no centro e norte de Jiangxi, por causa de uma migração posterior durante a dinastia Han.

## Fonologia
Importante salientar que os fonemas, fenômenos linguísticos e tons variam de acordo com o dialeto. Esta seção trata principalmente do dialeto de Yichun. O fonema /ɿ/ é comum na linguística sinítica, e apesar de não ser padronizado no AFI, ele é utilizado para a descrição do gan.

### Consoantes
Assim como em muitas línguas siníticas, as consoantes plosivas não se distinguem por nenhum vozeamento, mas pelo contraste na aspiração. Nem todos os dialetos gan têm o mesmo número de consoantes; as quantidades variam de 19 a 24. A principal razão para esta diferença decorre do fato de tratar certas consoantes como alófonos ou fonemas. O dialeto de Yichun tem 19 consoantes no total, como pode ser visto na tabela abaixo:
|                     | Bilabial | Labiodental | Alveolar | Alveopalatal | Velar |
| ------------------- | -------- | ----------- | -------- | ------------ | ----- |
| Plosiva             | p pʰ     |             | t tʰ     |              | k kʰ  |
| Nasal               | m        |             | n        | ȵ            | ŋ     |
| Fricativa           |          | f           | s        | ɕ            | x     |
| Africada            |          |             | ts tsʰ   | tɕ tɕʰ       |       |
| Aproximante lateral |          |             | l        |              |       |

- Os fonemas  /n/ e /l/ são variantes livres, sendo comum nas línguas siníticas do sul. Por exemplo, falantes nativos do dialeto de Yichun podem pronunciar o caractere 脑 "cérebro" como [lao42] ou [nao42].[12]
- A pronúncia real de /tɕ/, /tɕh/ e /ɕ/ no dialeto de Yichun soa mais próximo dos palatais [tʃ], [tʃh] e [ʃ], respectivamente.[11]
- O fonema /f/ é labializado. Sua transcrição estreita é [fw].[12]
- A fricativa [x] se aproxima da glotal [h] quando a vogal seguinte começa com /o/.[12]

#### Consoante nula
Consoante nula [ø] é o caso em que a própria vogal constitui o início da sílaba, ou sempre que houver uma consoante nula antes da vogal na posição inicial da sílaba. A conveniência analítica de incluir um elemento nulo é que às vezes ele pode ser deduzido indiretamente em certos contextos fonológicos. No dialeto de Yichun, quando a sílaba começa com vogais como /a/, /o/ e /e/, uma parada glotal [ʔ] pode ser observada, embora seja muito fraca. Da mesma forma, quando a sílaba começa com um agudo vogal como /y/, um [j] fraco é observado.

### Vogais
No dialeto de Yichun temos 10 vogais, a maior parte sendo anterior. Essas vogais podem gerar diferentes combinações para formar ditongos. Eles podem permanecer como sílabas abertas ou podem ser fechadas por elementos de coda, como nasais ou plosivas. Observe na tabela a seguir:
|              | Anterior | Central | Posterior |
| ------------ | -------- | ------- | --------- |
| Fechada      | i y      |         |           |
| Semifechada  | e        |         | o         |
| Média        |          | ə       |           |
| Semi aberta  | ɛ        | ɞ       |           |
| Quase aberta | æ        |         |           |
| Aberta       | a        |         |           |

- A presença da vogal /ɿ/ só é possível após as séries alveolares, /ts/, /ts’/ e /s/.[14]
- Nos ditongos /on/, /ion/ e /uon/, há um schwa fraco entre a vogal e o núcleo vocálico. Portanto, estritamente falando, eles devem ser representados como /oən/ /ioən/ e /uoən/ respectivamente, onde o símbolo /ə/ significa schwa.[14]

### Tons
A língua gan é tonal, ou seja, cada sílaba carrega um determinado tom. Cada dialeto do gan possui diferentes inventários de tons, variando de três a dez. Por exemplo, o dialeto de Yongxiu (永修话) tem 10 tons (que podem incluir alófonos), o dialeto de Nanchang (南昌话) tem sete tons, e o dialeto de Jinggangshan (井冈山) tem apenas três tons.
Na dialetologia chinesa, é comum usar uma escala de cinco níveis para representar as alturas fonéticas dos tons, sendo 1 o mais baixo e 5 o mais alto. Geralmente, é assumido que o tom é realizado em segmentos, que servem como núcleos silábicos. No dialeto de Yichun, os tons podem ser feitos tanto nas vogais quanto nas duas nasais /m/ e /ŋ/. Existem cinco tons básicos distintos e um neutro identificados nesse dialeto:
- Médio-subindo: [34]
- Alto: [44]
- Alto-caindo: [42]
- Caindo-subindo: [213]
- Tom de entrada: [5]

#### Tons sandhi
Em várias línguas siníticas, os tons básicos das sílabas mudam em alguns contextos; essa mudança é provocada pelos tons adjacentes. Esse fenômeno é chamado de tom sandhi. Em línguas como wu, min e jin, existem padrões complexos de tons sandhi, alguns sendo até gramaticalmente relevantes; já a língua gan tem poucos padrões de tom sandhi. No dialeto de Nanchang, quando a primeira sílaba tem um tom de 213 e a segunda tem um tom de 213, 11 ou 2, então o primeiro tom é alterado para 24. No dialeto de Yichun, temos os seguintes modelos de tons sandhi:
| Tons base | Tons variantes |
| --------- | -------------- |
| 44        | 21             |
| 42        | 33             |
| 213       | 21             |

- Geralmente, o tom sandhi ocorre na primeira sílaba de uma palavra polissílaba no dialeto de Yichun. O tom original da primeira sílaba 44 mudará para o tom 21 se a sílaba seguinte tiver tom neutro. Exemplo: sau44-21pa (扫把) [vassoura].[17]
- O tom 42 mudará para o tom 33 se a sílaba seguinte for um tom alto-caindo, ou um tom neutro. Exemplo: kiεu42-33ku42 (狗牯) [cachorrinho].[17]
- O tom 213 pode mudar para o tom 21 se a segunda sílaba tiver um tom neutro ou um tom médio-subindo. Exemplo: tɕhiu213-21 kuŋ34 (舅公) [tio-avô].[18]
- Palavras gramaticais, como marcadores de aspecto, vários sufixos nominais compostos e partículas de final de frase, são frequentemente pronunciadas no tom neutro. Essas sílabas são marcadas sem símbolo de tom na transcrição.[19]

## Ortografia
A língua gan não tem uma forma padrão de escrita. Por conta da escrita chinesa ser unificada, muitas palavras são escritas da mesma forma que o mandarim; mas algumas palavras, principalmente as coloquiais, são exclusivas da língua e não podem ser representados por sinogramas convencionais. No dia a dia, a população utiliza caracteres regionais para representar essas palavras. A direção da escrita é horizontal, partindo da esquerda para a direita, ou de cima para baixo. A ordem dos traços dos caracteres segue o mesmo padrão do mandarim: de cima para baixo; da esquerda para a direita; primeiro horizontal, depois vertical; primeiro diagonais direita-esquerda, depois diagonais esquerda-direita; começar pelo centro em caracteres com simetria vertical; começar de fora para dentro, com o traço que fecha o caractere sendo desenhado por último.
Quando um morfema não pode ser representado por um caractere tradicional, é utilizado um caractere homófono para representá-lo. Na frase ŋo34 ko34ɕi44 maŋ34 foŋ34 (我格时蒙慌。) [Naquele momento eu não estava assustado], o caractere 蒙 é utilizado para representar a negação maŋ34; apesar de terem a mesma pronúncia, etimologicamente o caractere significa "cobrir". Outra forma é utilizar o símbolo "□" para representar caracteres que não conseguem ser identificados. Essa estratégia é usada quando não há caracteres homófonos ao morfema, como pode ser observado em kuɛʔluʔ (□绿) [verde]. Abaixo está uma tabela com alguns radicais kangxi utilizados em gan:
| n° de traços | radical     | significado | caractere exemplo com pronúncia e tradução |
| ------------ | ----------- | ----------- | ------------------------------------------ |
| 1            | 一          | um          | san³⁴ (三) [três]                          |
| 1            | 丿          | barra       | tɕiu⁴² (久) [longo]                        |
| 1            | 乙 (乚、乛) | segundo     | ia⁴² (也) [também]                         |
| 1            | 亅          | gancho      | sɿ²¹³ (事) [coisa]                         |
| 2            | 人 (亻、𠆢) | homem       | ȵi³⁴ (你) [você]                           |
| 2            | 八 (丷)     | oito        | luʔ (六) [seis]                            |
| 2            | 冂          | amplo       | ȵiuʔ⁵ (肉) [carne]                         |
| 2            | 刀 (刂、⺈) | faca        | fen³⁴ (分) [marcas]                        |
| 2            | 十          | dez         | tsʰien³⁴ (千) [mil]                        |
| 2            | 卜          | adivinhação | ɕioŋ²¹³(上) [sobre,em]                     |
| 2            | 厂          | penhasco    | xiɛu²¹³⁻²¹(厚) [grosso]                    |
| 2            | 厶          | privado     | tɕʰiɛ⁴⁴(去) [ir]                           |
| 3            | 土          | terra       | tʰu⁴² (土) [solo]                          |
| 3            | 夕          | noite       | to³⁴ (多) [mais]                           |
| 3            | 大          | grande      | tʰɛʔ (太) [muito]                          |
| 3            | 工          | trabalho    | tso⁴² (左) [esquerda]                      |
| 3            | 干          | seco        | kʰʚ³⁴ (开) [aberto]                        |
| 4            | 日          | sol         | tsau⁴² (早) [cedo]                         |
| 4            | 欠          | falta       | sʰɿ²¹³ (次) [tempo]                        |
| 4            | 火 (灬)     | fogo        | fi³⁴(灰) [poeira]                          |
| 5            | 白          | branco      | paʔ (百) [cem]                             |

## Gramática
Assim como ocorre com a fonologia, cada dialeto tem suas peculiaridades gramaticais. Esta seção trata da gramática do dialeto de Yichun.

### Pronomes

#### Pronomes pessoais
Os pronomes pessoais no dialeto de Yichun são especificados por pessoa (primeira, segunda ou terceira) e por número (singular ou plural). Os três pronomes da 1ª à 3ª pessoa do singular são: ŋo34 (我), ȵi34 (你) e kiɛ34 (渠) respectivamente. As formas plurais destes pronomes são formadas a partir do sufixo dos singulares com o marcador de plural li (俚), que geram: ŋo34li (我俚), ȵi34li (你俚) e kiɛ34li (渠俚) respectivamente. O morfema ia44 (爷), que significa "pai", é outro pronome da primeira pessoa do singular que pode ser usado; o plural correspondente é  ia44li (爷俚). O pronome ia44 é mais utilizado em contextos de autoridade, implicando que o sujeito tem um status social mais elevado ou tem mais informações; geralmente é utilizado por pais que querem intimidar seus filhos rebeldes ou para mostrar sua autoridade na frente de suas crianças.
Os pronomes referem-se principalmente a pessoas. A terceira pessoa não diferencia gênero, então tanto homens quanto mulheres podem ser referidos por kiɛ34. É raro o uso do pronome da 3ª pessoa para se referir a animais ou a coisas inanimadas, e uma das poucas situações que permitem o uso é o contexto anafórico; fora esse caso, os falantes nativos irão utilizar demonstrativos.

#### Pronome interrogativo
No dialeto de Yichun, há três palavras diferentes podem expressar o significado de "o quê?", mas elas têm funções diferentes e são usadas em contextos sintáticos diferentes. Aqui, trataremos do ɕia42tsiʔ, que é considerado um pronome interrogativo. Etimologicamente, o primeiro morfema ɕia42 é uma palavra interrogativa, significando "o quê" por si só, e o segundo morfema tsiʔ indica diminutivo. Está presente na seguinte frase: ɛ, ȵi34 ua213 ɕia42tsiʔ io? (诶，你话啥仔呦？) [Err, o quê você disse?].

### Substantivos

#### Classificadores
Os classificadores são identificados estruturalmente como o elemento entre um numeral e um substantivo. Ter numerais modificando substantivos com assistência de classificadores é uma das características mais proeminentes de línguas siníticas. No dialeto de Yichun existem 6 tipos de classificadores: individualizantes, de recipiente, de grupo, de partição, temporários e palavras de medição. Os classificadores individualizantes são separados, enquanto os outros são considerados classificadores de medida.
Os classificadores individualizantes modificam substantivos denotando entidades discretas no seu uso principal. Esses classificadores não modificam substantivos aleatoriamente, sem qualquer restrição; todos eles têm certos significados lexicais e expressam propriedades topológicas como forma, limite ou uma relação parte-todo. Portanto, cada classificador modifica uma classe específica de substantivos com base na compatibilidade das propriedades topológicas das entidades referidas pelo substantivo e o significado lexical do classificador. Existem cerca de 20 classificadores individualizantes no dialeto de Yichun. O mais utilizado é o tɕiaʔ (只) que pode modificar substantivos referentes a animais, coisas inanimadas e pessoas.
Os classificadores de medida são divididos em 4 partes: de recipiente, de grupo, de partição e temporários. Os classificadores de recipiente são substantivos, então quaisquer substantivos referentes a recipientes podem ser usados como classificadores de recipientes. Os classificadores de grupo expressam o acúmulo ou agrupamento de indivíduos. Os classificadores de partição expressam uma relação parte-inteiro; por exemplo na frase "um pedaço de melancia", "pedaço" é a parte e "melancia" é o inteiro. Os classificadores temporários geralmente são partes do corpo ou objetos que são capazes de expressar as relações de anexação, cobertura ou de espalhar. Abaixo está uma tabela com alguns classificadores de medida:
| tipo de classificador | classificador | sentido/tradução |
| --------------------- | ------------- | ---------------- |
| De recipiente         | pin44 (瓶)    | garrafa          |
| De recipiente         | uon42 (碗)    | tigela           |
| De grupo              | phuʔ (扑)     | avental          |
| De grupo              | ko34 (巢)     | ninho            |
| De grupo              | fo42 (伙)     | grupo            |
| De partição           | si34 (丝)     | fatia            |
| De partição           | saʔ (撒)      | fatia            |
| De partição           | tsho213 (锉)  | seção            |
| De partição           | tɕhiu34 (丘)  | lote             |
| De partição           | tsiɛu34 (浇)  | pilha            |
| De partição           | khuai42 (块)  | pedaço           |
| Temporário            | miɛn213 (面)  | face             |
| Temporário            | ɕin34 (身)    | corpo            |
| Temporário            | lau42 (脑)    | cabeça           |
| Temporário            | thi213 (地)   | chão             |

Palavras de medida não impõem quaisquer unidades de medida às entidades na denotação do substantivo, nem possuem qualquer relação semântica intrínseca com o substantivo que é modificado. Por exemplo, a frase de medida “dois quilos de açúcar” não corresponde necessariamente a dois pacotes individuais de açúcar, cada um dos quais pesa um quilo. As palavras de medida têm simplesmente a função de medir o quantidade de um determinado aspecto, como o peso ou comprimento, de algo. As duas palavras de medida mais utilizadas são tɕhaʔ (尺) [pés] e li42 (里) [milhas].

### Verbos
As línguas siníticas, como o mandarim, são línguas sem tempo, pois seus verbos não são flexionados. A interpretação temporal depende de advérbios, aspectos de ponto de vista, modais, informações de discurso e certos outros recursos. O gan segue este padrão.

#### Tempo, modo e aspecto
No dialeto de Yichun existem partículas que expressam tempo, aspecto e modo verbal. Existem duas partículas para tempo, uma para modo e oito para aspecto. Eles podem ser observados na tabela abaixo:
| partícula                      | tempo/modo/aspecto                | exemplo |
| ------------------------------ | --------------------------------- | --- |
| ȵion44lʚ44 (原来)              | tempo passado                     | ŋo34 uʔli ȵion44lʚ44 ɕi213 lan44miau pɛ.(我屋里原来是南庙呗。) [Minha cidade natal era Nanmiao]                                                                                       |
| ui213(会)                      | tempo futuro                      | kiɛ34 ui213 ɕi213 ko44 xau42-33 ȵin.(他会是个好人。) [Ele será um homem gentil.] |
| ui213(会)                      | modo subjuntivo                   | u44 tɛʔ kui44 a, lioŋ42ȵien44 ʦhien44, ʨhiu213 ui213 sɿ42ʨhiɛ li.(吴德贵啊，两年前，就会死去哩。) [Wu DeGui, ele teria falecido há dois anos, {de acordo com sua condição de saúde}.] |
| -li (哩)                       | aspecto perfeito                  | ka34 iɛu34 tɕhyʔ-li sɿ213 tɕia34mo phan213? (伽要出哩事遮么办？) [e se algo acontecer?]                                                                                               |
| -khuæʔ (刮)                    | aspecto completivo                | a? li44-khuæʔ-li-fun34 a? (啊？离刮哩婚啊？) [Sério? Se divorciou?] |
| -kuo44 (过)                    | aspecto experiencial e repetitivo | miaŋ44ȵiʔ tɕhiu213 tai44 kiɛ34 kuo44 lʚ ɛ. (明日就带渠过来诶。) [vou acompanhá-la por aqui amanhã.]                                                                                   |
| tshʚ213- (在)                  | aspecto progressivo               | ȵi34 moʔ ua213sɿ213. kie34 tshʚ213 ta42 thien213-21fa. (你莫话事, 渠在打电话。) [Por favor continue quieto, ele está fazendo uma ligação.]                                            |
| -tau44 (到)                    | aspecto durativo                  | kuan34-tau ȵiu44 tshin44 ȵiu44. (关到牛寻牛。) [Procure o gado, mantendo-o nos estábulos]                                                                                             |
| -tɕhi42lʚ44 (起来)             | aspecto incoativo                 | tien34tɕhi44 ȵiɛʔ-tɕhi42lʚ-li. (天气热起来哩。) [Começa a esquentar.] |
| -xa42tsiʔ (下仔)               | aspecto delimitativo              | ȵi34 tɕhiɛ44 un42-21 xa42tsiʔ siɛu42-33li42. (你去问下仔小李。) [Vá e pergunte a Xiaoli]                                                                                              |
| -xa42tsiʔ-khon44tɛʔ (下仔看得) | aspecto tentativo                 | ko34 ʨiaʔ sin34 ʦhan42-33phin42, ȵi34 mai213-21-xaʦiʔ-khon44tɛʔ.(箇只新产品，你卖下仔看得。) [Este é um produto novo. Você pode tentar vendê-lo.]                                     |

### Sentenças

#### Ordem da frase e alinhamento
O dialeto de Yichun tem como ordem primária a SVO, ou seja, sujeito-verbo-objeto. Ao mesmo tempo, assim como algumas outras línguas siníticas, esse dialeto também apresenta o fenômeno de “tópico proeminente” quanto a discurso, na medida em que o sujeito funciona como o tópico da frase, se não houver outro elemento que o preceda. Portanto, o sujeito e o predicado de uma frase podem muitas vezes ser analisados como "tópico" e "comentário", respectivamente, em termos de estrutura de informação. Isso pode ser observado na frase: ŋo34 ko lau42ka34 ɕi213 ʦhɞ213 xa213-21tan34ɕi34 ɕia (我格老家是在下丹溪啥) [minha cidade natal é em Xiadanxi].
O dialeto de Yichun também possui a ordem SOV (sujeito-objeto-verbo), na qual o objeto é preposto de uma posição pós-verbal para uma posição entre o sujeito e o verbo. No entanto, seu uso é muito restrito. O contexto da listagem é um dos poucos contextos que permitem a ordem SOV. Essa organização também é possível se contexto referido pelo objeto for uma tarefa ou alguma ação que deve ser realizada rotineiramente, como "lição de casa" ou "tomar remédios", e aparecerá com mais frequência e naturalidade quando a partícula pa⁴² for usada para introduzir o objeto preposto, como na frase: ȵi34 pa42 tsoʔȵiɛʔ tsɿ44uon44 li mo? (你把作业做完哩么？) [Você terminou seu dever de casa?].
Além do sujeito e locuções adverbiais, os objetos também podem funcionar como tópicos. Portanto, embora SVO seja a principal ordem das palavras no dialeto de Yichun, a ordem OSV (objeto-sujeito-verbo) também é possível quando o objeto é preposto de sua posição pós-verbal original para uma posição inicial de frase. Esta situação acontece na frase: tɕioŋ34min44 ȵi34 khon44 tau44 li mo? (张明你看到哩么？) [Zhang Ming, você o viu?].
Os dialetos do gan falados perto do lago de Poyang possuem alinhamento morfossintático nominativo-acusativo, isto é, o objeto é destacado em relação ao sujeito transitivo e intransitivo. Já o dialeto de Yichun possui alinhamento neutro, visto que o objeto não recebe destaque nenhum.

#### Sentenças possessivas
No dialeto de Yichun não existem pronomes possessivos, sendo necessário fazer construções sintáticas especiais para expressar propriedade ou posse. Nesses casos, os pronomes pessoais ou outros substantivos irão atuar como possuidores. Existem três estratégias para expressar posse: uso do marcador genitivo ko (格), justaposição e uso de um classificador.
Parecido com o inglês, no dialeto de Yichun pode-se observar casos genitivos; aqui, eles são sinalizados com o marcador ko.  Este marcador liga um possuidor a uma posse. É expresso na forma de possuidor+ko+posse, como pode ser observado na frase ia42 ɕi213 ŋo34li ko ka34ʦhan42 (也是我俚格家产) [Também é nossa propriedade]. De modo geral, em frases possessivas, quando a frase nominal possui grau de parentesco, não é permitida a inserção do marcador ko entre o possuidor e a posse; a justaposição é a estratégia mais utilizada neste caso. Quando a posse é expressa por substantivos que indicam lugar ou partes do corpo, o uso do marcador genitivo ko é opcional se o possuidor for um pronome, mas é obrigatório se o possuidor for um substantivo comum. Além disso, quando a posse é expressa por um substantivo que dá a ideia de relação sem parentesco, é obrigatório o uso do marcador ko.
Uma segunda possibilidade é justapor o possuidor e a posse sem recorrer a qualquer marcador. É uma forma de marcação nula para a frase possessiva. É utilizado para lugares, termos de parentesco, instituições e partes do corpo; porém, neste caso, o possuidor só pode ser um pronome, excluindo nomes próprios. É expresso na forma de possuidor+Ø+posse, como no exemplo ȵi34 Ø lau42-33pho xai44 ui213 kau44ɕy34 ia? (你老婆还会教书啊？) [Sério? Sua esposa pode ensinar?].
Uma terceira estratégia para expressar a posse é usar classificadores para vincular o possuidor e as posses. Está organizado na ordem possuidor+classificador+posse, em que o marcador genitivo ko não é permitido. Ocasionalmente, essa estratégia também é utilizada para expressar parentesco. Exemplo de frase: ȵi34 pa42 tɕhia34tsɿ tshoŋ213-21tau-li ŋo34 tɕiaʔ tɕioʔ (你把车子撞到哩我只脚) [Sua bicicleta bateu na minha perna].
Existe uma expressão possessiva especial encontrada no dialeto de Yichun. A terceira pessoa do singular kiɛ34 é usada como posse em frases com o caso genitivo e significa "a esposa de alguém", como na frase ŋo34 ko kiɛ34 (我格渠) [Minha esposa]. Esta expressão é geralmente usada em contextos extremamente coloquiais.

## Vocabulário

### Encontrando o Deus da Estrada à noite
A seguir está as algumas linhas do texto Encontrando o Deus da Estrada à noite em gan, com sua transcrição fonética e respectiva tradução livre para o português. O texto foi contado pelo Sr. Zhou Kexiu (周克修).
| Gan                                                                                        | Transcrição fonética | Tradução |
| ------------------------------------------------------------------------------------------ | --- | --- |
| 前后左右， 最起码要隔两三里路正有人家。 山上， 格边是，左边是山， 右边是根坎，坎下里是田。 | tshien44 -xiɛu213-tso42-iu213, tsui44 tɕhi42-33ma iɛu44 kaʔ lioŋ42 san34 li42 lu213 tɕiaŋ44 iu42 ȵin44ka. san34-ɕioŋ, ko34 pien34 ɕi213 tso42 pien34 ɕi213 san34 iu21-pien213 ɕi213 kien34khon44, khon44-xa-li ɕi213 thien44. | Na área em volta, seriam pelo menos duas ou três milhas de distância para a família mais próxima. No morro, neste lado, na área da esquerda estão os morros, Na direita são penhascos, e embaixo dos penhascos são campos. |

### Numerais
O sistema numérico do gan é extremamente parecido com o do mandarim. Existem 11 números básicos, de 1 até 10. Outras expressões são derivadas a partir desses números, através de combinações. Por exemplo, 11 é feito pela combinação de 10 com 1 por uma relação aditiva (colocando o número na frente), como ɕiʔiʔ (十一) [dez-um]. Para múltiplos de 10, o número é formado combinando através de multiplicação (colocando o número atrás); por exemplo, o número 21 é formado por ɘ213-21ɕiʔiʔ (二十一) [dois-dez-um]. O numeral 2 tem duas formas de uso: para números se usa ɘ213 (二), e para quantidades se usa lioŋ42 (两). O sistema do dialeto de Yichun é decimal, assim como o português. Os números ordinais são formados pré-fixando o morfema thi213 (第) nos números cardinais. Por exemplo: thi213-21iʔ (第一) [primeiro]. Tanto para números cardinais quanto ordinais, é obrigatório ter um classificador para auxiliar na modificação de um substantivo. Abaixo, estão listados os principais números.
| caractere | pronúncia   | número  |
| --------- | ----------- | ------- |
| 零        | liaŋ44      | zero    |
| 一        | iʔ          | um      |
| 二 两     | ɘ213 lioŋ42 | dois    |
| 三        | san34       | três    |
| 四        | si44        | quatro  |
| 五        | ŋ42         | cinco   |
| 六        | luʔ         | seis    |
| 七        | tshiʔ       | sete    |
| 八        | pæʔ         | oito    |
| 九        | tɕiu42      | nove    |
| 十        | ɕiʔ5        | dez     |
| 百        | paʔ         | cem     |
| 千        | tshien34    | mil     |
| 万        | uan213      | dez mil |